# Stenopola rubrifrons
Stenopola rubrifrons är en insektsart som beskrevs av Roberts och Frédéric Carbonell 1979. Stenopola rubrifrons ingår i släktet Stenopola och familjen gräshoppor.

## Underarter
Arten delas in i följande underarter:
- S. r. rubrifrons
- S. r. mima